# Eugène Fauquet
Pour les articles homonymes, voir Fauquet.
Eugène Fauquet, né le 11 mars 1850 à Sotteville-lès-Rouen et mort le 20 mai 1926 à Rouen, est un architecte français.

## Biographie
Eugène Fauquet naît le 11 mars 1850 à Sotteville-lès-Rouen, rue du Moulin-à-Vent, de Michel Hippolyte, plâtrier, et de Marie-Adelaïde Bouzival, fruitière.
Il commence des études de dessin à l'académie de peinture de Sainte-Marre sous la direction de Gustave Morin. Il débute dans l'atelier de Louis-François Desmarest, architecte départemental et diocésain.
De 1869 à 1879, il est inspecteur des grands travaux de la Seine-Inférieure et dirige à ce titre les travaux de restauration de la Salle des Pas perdus du palais de justice de Rouen, la restauration complète de la maison Pierre Corneille à Petit-Couronne, édifie l'asile départemental des aliénés de Saint-Yon et agrandit la préfecture rue de Fontenelle.
Il s'installe dès 1875 et réalise de nombreux monuments commémoratifs. Il restaure également des maisons anciennes, notamment la maison gothique, à l'angle de la rue Grand-Pont et de la rue aux Ours.
Il est membre de la commission consultative formée en 1889 concernant la restauration du Gros-Horloge. Il publie en 1906 dans L'Architecture et la Construction dans l'Ouest une notice et un projet de restauration de l'ancienne église Saint-André-de-la-Ville. En 1911, il présente un projet de Monument à Jeanne-d'Arc.
Il vit en 1918 au 62B boulevard Beauvoisine.
Il remporte en 1922 la médaille d'honneur de la Société des architectes provinciaux à la suite du Congrès de Marseille et est nommé la même année officier de l'Instruction publique.
Il devient successivement président de la Société des Architectes de la Seine-Inférieure et de l'Eure dont il dessine la couverture du bulletin, des Amis des monuments rouennais (1907-1908), et président du comité des Beaux-Arts de la Société industrielle de Rouen.
Il meurt le 20 mai 1926  des suites d'une longue maladie. Ses obsèques sont célébrées dans l'église Saint-Romain de Rouen et il est inhumé au cimetière monumental de Rouen, carré V1-5. Georges Dubosc réalise sa nécrologie dans le Journal de Rouen.

## Distinction
- Officier d'académie (1900)[2].
- Officier de l'Instruction publique (1922)

## Réalisations
- Monument de Charles Besselièvre à Maromme (1900)
- Monument du Qui-Vive à Moulineaux (1901) avec le sculpteur Auguste Foucher
- Monument d'Eugène Noël au Jardin des plantes de Rouen avec le sculpteur Alphonse Guilloux
- Monument de Paul Noël à Bois-Guillaume (1910)
- Monument de Gabriel Gravier au cimetière monumental de Rouen
- Monument de la famille Privey
- Monument aux morts de Bihorel
- Monument aux morts de Saint-Pierre-de-Varengeville

## Galerie

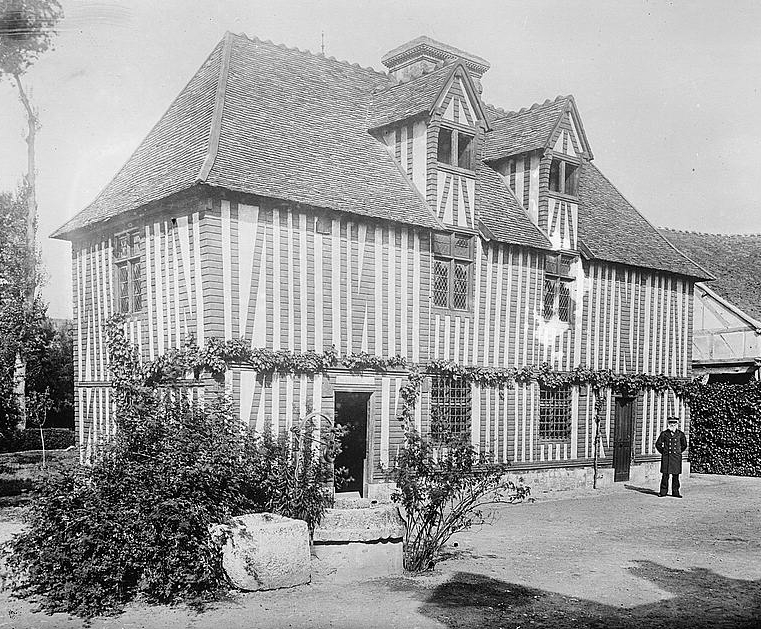
Maison Pierre-Corneille.
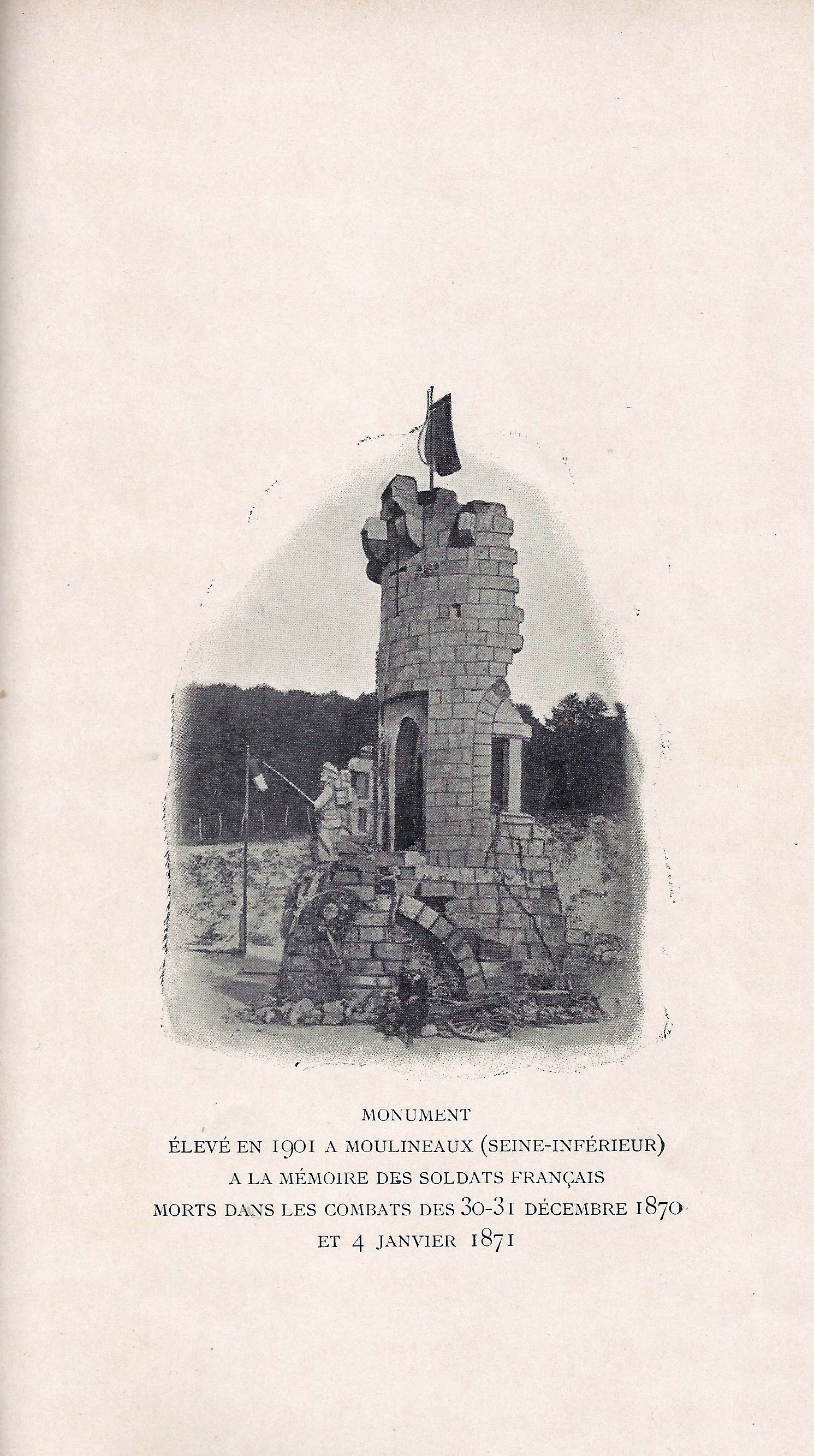
Monument du Qui-Vive.
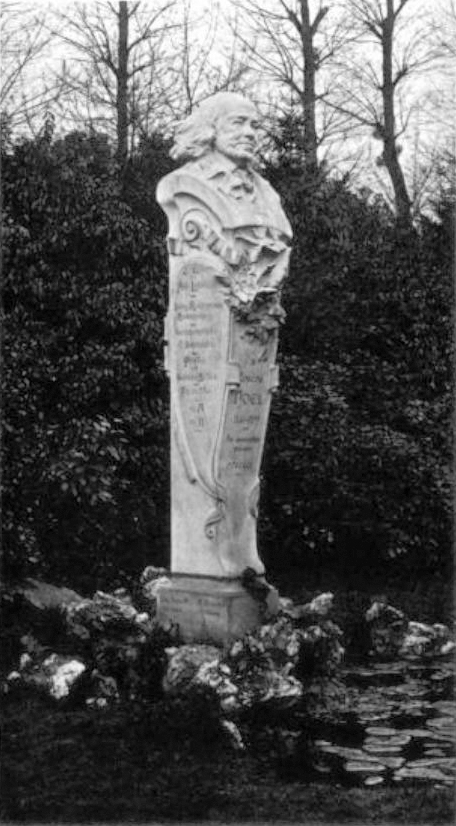
Monument d'Eugène Noël.
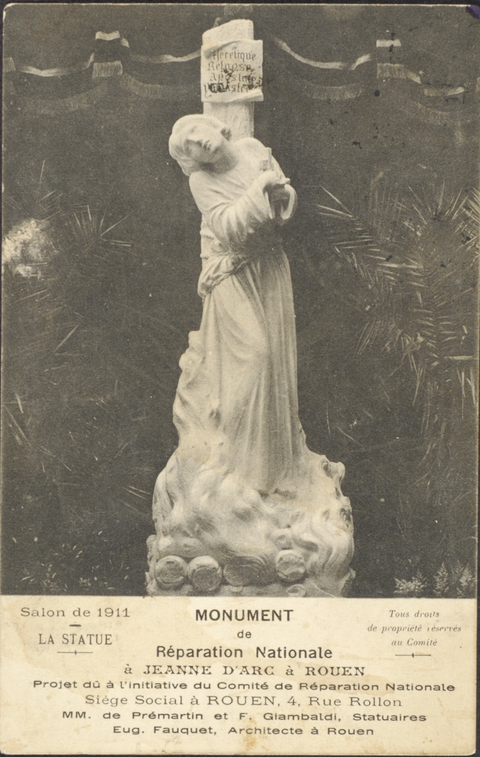
Monument de Réparation Nationale à Jeanne d'Arc à Rouen. Salon de 1911.